# Chezal-Benoît

Chezal-Benoît este o comună în departamentul Cher, Franța. În 1 ianuarie 2022 avea o populație de 762 de locuitori.